# Spiennes
Spiennes est une section de la ville belge de Mons (Belgique), située en Région wallonne dans la province de Hainaut.
C'était une commune à part entière avant la fusion des communes de 1977.

## Toponymie
Le nom de Spiennes a une origine incertaine : selon Jules Herbillon, il viendrait peut-être de spiculana terra, dérivé du latin spiculum (« épieu, pieu »).

## Évolution démographique
- Sources : INS, Rem. : 1831 jusqu'en 1970 = recensements, 1976 = nombre d'habitants au 31 décembre.

## Économie

### Les mines de silex
Le riche passé préhistorique de ce village a permis de classer ses mines de silex au patrimoine mondial de l'UNESCO. Leur exploitation s'est déroulée essentiellement au cours de la culture néolithique de Michelsberg. Il s’agit d’un site archéologique d’extraction et de taille du silex d’époque préhistorique, exploité durant près de deux millénaires entre 4350 et 2300 ans avant notre ère, dont les vestiges sont visibles sur près de 100 hectares. Les puits sont d'une profondeur allant jusqu'à 16 mètres.
A Spiennes il y a le musée SILEX'S, centre d’interprétation des minières néolithiques de silex de Spiennes.

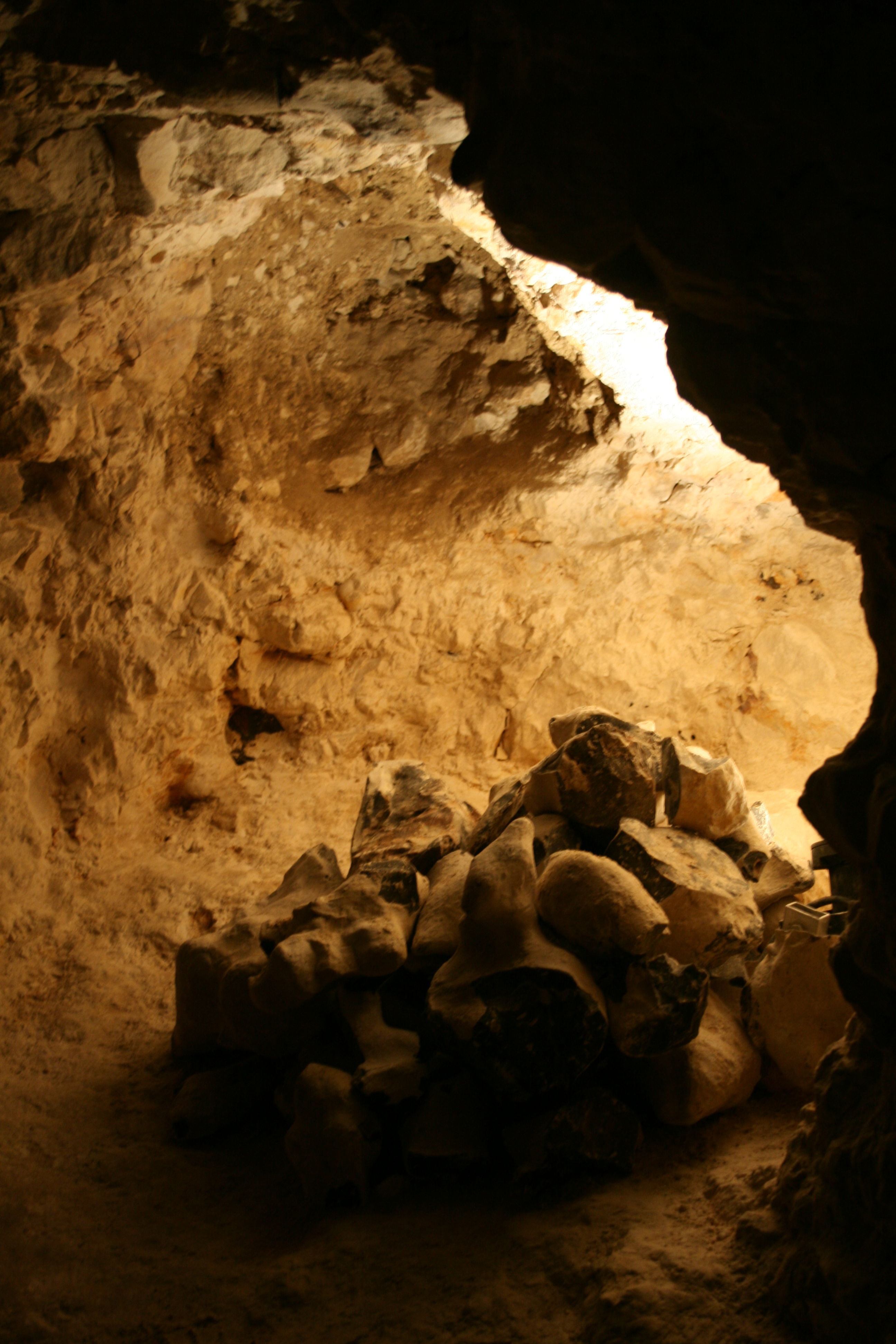
Minières néolithiques de silex
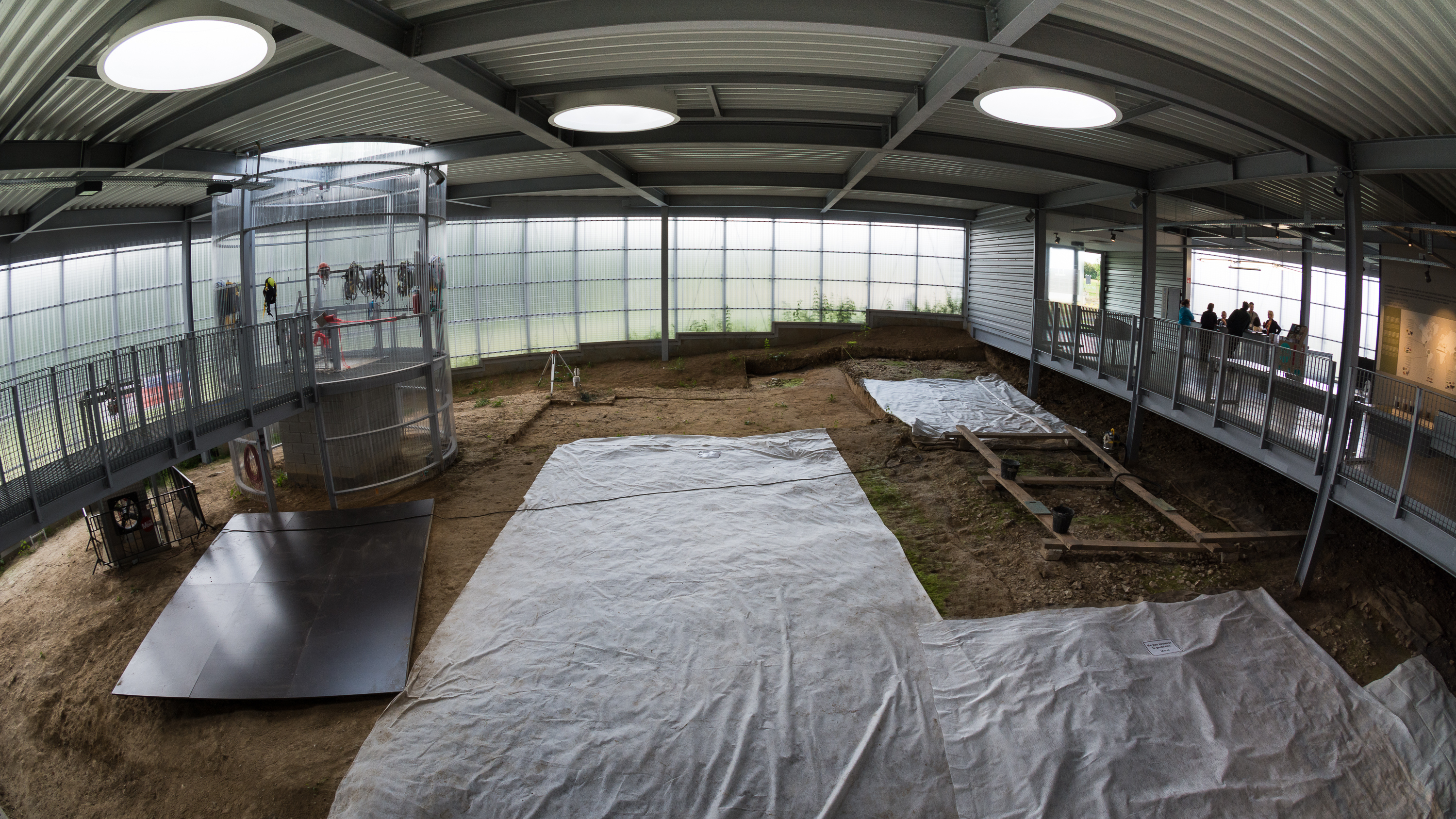
SILEX'S, musée des minières néolithiques

## Galerie

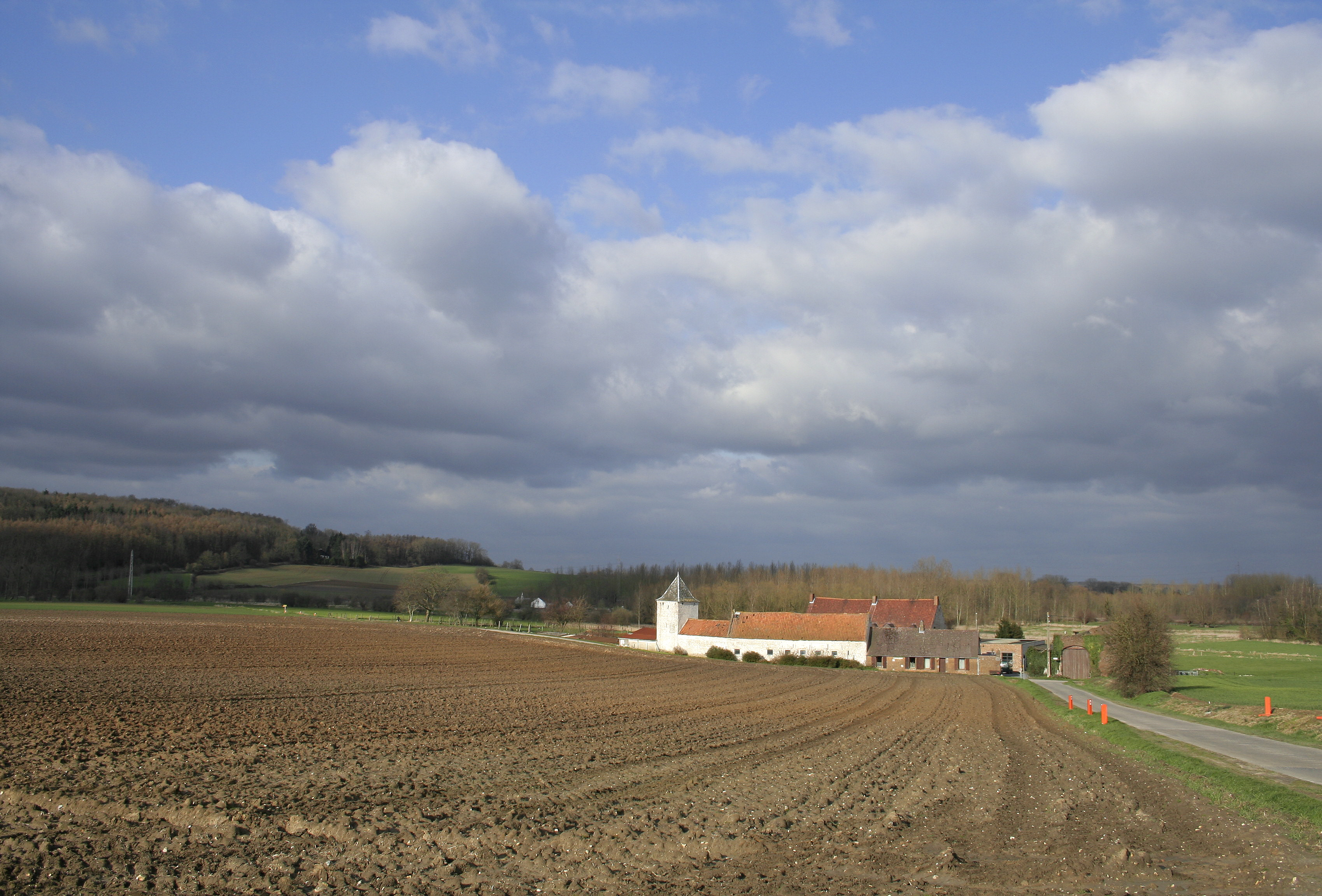
La ferme de la rue du Point du Jour
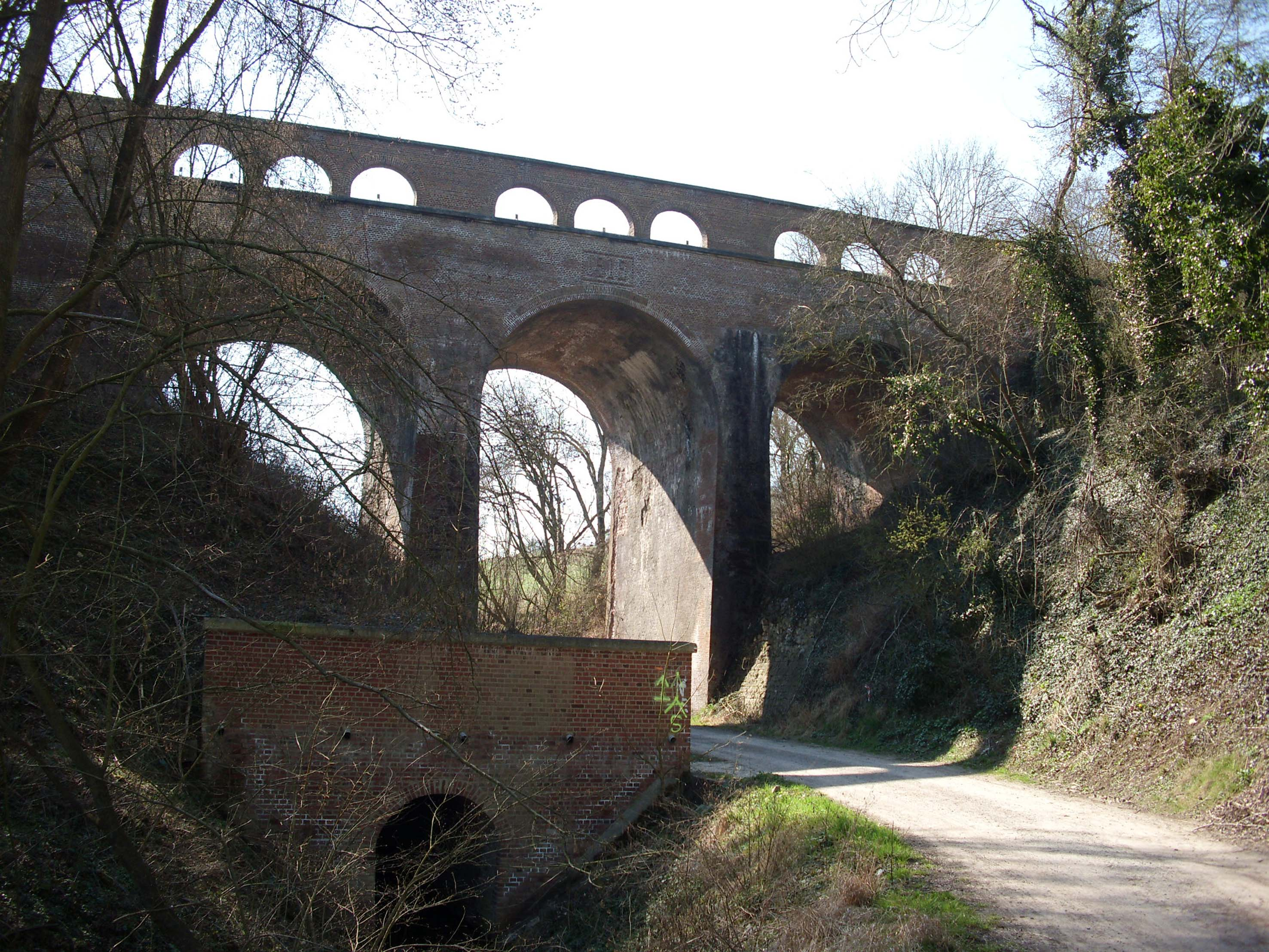
Le viaduc de Spiennes